# 東大阪電気鉄道
東大阪電気鉄道（ひがしおおさかでんきてつどう）は、かつて大阪府から奈良県一帯にまたがる鉄道路線の敷設を目論み設立された鉄道事業者。五私鉄疑獄事件のうち2つの事件の舞台ともなり未開業に終わった。

## 概要

### 電気鉄道ブーム
明治時代から昭和初期にかけて、日本では「電鉄ブーム」として阪神電気鉄道、京阪電気鉄道（以下京阪）などに始まり、新京阪鉄道、阪和電気鉄道、奈良電気鉄道（以下奈良電）、参宮急行電鉄などに至るまで、電気鉄道の敷設が流行した。
しかし、その中には未成線で終わったものや、計画そのものが泡沫的であり、元から実現性の低いものも多かった。この東大阪電気鉄道もその一つである。

### 構想のいきさつ
大阪と京都・奈良の一帯には、明治時代に今の東海道本線、関西本線、片町線、奈良線となる路線（関西鉄道も参照）のほか、京阪による京阪本線が敷かれ、大正になると大阪電気軌道（以下大軌・近畿日本鉄道の前身）により現在の近鉄奈良線が完成していた。
そして大正中期になると、この地域にさらなる路線を敷設しようと免許を申請する事業者が続々と現れた。それは1919年に京阪子会社の新京阪鉄道が現在の阪急京都本線に当たる路線の免許を得た辺りから始まり、1922年には大軌が奈良線の北部の鉄道空白地帯を埋める形で天神橋四丁目－鷲尾（現・孔舎衛坂駅跡）間、1924年には阪神本線の延長という形で阪神電気鉄道が梅田－住ノ道－四條畷間、その翌年には南海鉄道系の畿内電鉄による天王寺－京都七条（国鉄・京都駅付近）間の免許申請（1931年却下）が出されるといった具合である。
そして1927年、現在の近鉄京都線を敷設した京阪と大軌の合弁会社である奈良電が大阪進出のために玉造－小倉－伏見間の免許を申請すると同時に、大阪の資本家が東大阪電気鉄道として森之宮－四条畷－奈良（下三条通） 間と逢阪（四條畷市）－宝山寺間の免許を申請したのである。

### 計画の問題点と京阪の動向
ところが、東大阪電気鉄道の計画ルートは、急峻な清滝峠を控えている（四条畷－逢阪間の約3kmで320mの高低差があり、単純計算でも100‰を超える）にもかかわらず、トンネルやループ線、スイッチバックなどの勾配緩和策も設けず越えようとしていたり、終点の奈良も地上線で市内に乗り入れようとしているなど、明らかに常識を逸脱した杜撰なもので、さらに片町線や大阪電気軌道の奈良線など既存路線とも並行することから、免許申請に大阪府が付けた付帯条件でも計画の杜撰さが指摘され、「却下の詮議を」という異例の厳しい反対意見が付けられていた。また発起人は鉄道事業に関して無知であり、一方において利権師と呼ばれていた田中元七という人物であったため、この申請も周辺地域の利権確保を目的にしたものではないかと見られていた。
とにもかくにも、最終的に湘南電気鉄道によって路線が敷設された三浦半島の鉄道計画同様、この地域の鉄道計画は無秩序の状況に陥った。奈良電に至っては、株式を多数保有する大軌の競合線にあたる路線敷設免許を申請したため、同社から資金引き上げを要求される有様であった。しかし同社では、自社の申請している大阪延伸線より東大阪電気鉄道のほうが免許交付の見込みが高いとして、東大阪電気鉄道の過半数の株式収得と、四条畷－小倉－宇治間の、東大阪電気鉄道接続線の免許を申請すると言った行動もした。
また、京阪ではこれらの鉄道敷設計画は自社線の権益を脅かすものであるとして、当時国鉄の運営と私鉄の監督を行っていた鉄道省より、現在の京阪交野線を建設していた信貴生駒電鉄から分岐して、片町線の星田駅付近に至り、片町線の電化と三線軌条を敷設する費用を京阪が負担し、京阪の電車が片町線に乗り入れるようにすれば、この地域における鉄道敷設免許申請はすべて排除するという提案が出されたことから、その案に乗ることとし、合意書を締結するまでに至っていた。

### 免許交付
しかし、田中義一内閣が張作霖爆殺事件の責任と、鉄道敷設に対して積極的である一方、地方において「我田引鉄」のような政財癒着を行っていたことが発覚したため、総辞職することになった1929年6月に、その田中内閣の下で鉄道大臣を務めていた小川平吉により、奈良電気鉄道大阪延伸線、東大阪電気鉄道などといった鉄道敷設計画に対し、阪神東部延伸線（1931年に却下）など一部を除いて、ほとんど退任の置き土産のような形で免許が交付された。ただし、本線以上に技術上無理のあった東大阪電気鉄道・逢阪－宝山寺間についての申請は却下されている。この免許下付を巡って田中元七が小川に15万円の報酬を支払ったとされる（奈良電社長であった長田桃蔵の暗躍や、賄賂を20万円とする報道もあった）。これが五私鉄疑獄事件の一つである。
これにより、奈良電では東大阪電気鉄道の株式を有する必要性がなくなったため、その株式を収得時の4倍の価格で京阪に売却した。この株式売却を巡って京阪および奈良電の幹部が代金のうち90万円を横領したとされるのが五私鉄疑獄事件の奈良電の一件である。ともあれ京阪でも、東大阪電鉄の株式を保有したことで競合線阻止の必要がなくなったことから、片町線との直通案を反故にすることになった。その一方で、大軌では奈良線などと競合するこの免許交付に対抗するため、1922年に免許を収得しておきながら建設に至っていなかった四条畷線（天満橋筋四丁目－蒲生－住道【現・住道駅北側】－鷲尾）を、急遽具体化させた上で着工している（途中で頓挫）。
五私鉄疑獄事件をめぐる裁判は、1930年（昭和5年）から東京地方裁判所で行われ、1933年（昭和8年）、取締役の白井に対し無罪判決が言い渡されるものの検察側が控訴。1934年（昭和9年）の二審では懲役六か月、執行猶予三年の有罪判決。1936年（昭和11年）の大審院で有罪が確定している。

### 挫折
だが、おりしも世界恐慌の影響で不景気となっており、京阪や奈良電は各方面への積極的な進出が仇となって多額の負債を抱えていたことから、奈良電大阪延伸線や東大阪電気鉄道は免許は収得したものの、結局着工に至ることはなかった。元々計画に無理のあった東大阪電気鉄道線は、技術的にも建設が不可能であったと推測される。
東大阪電気鉄道は経営難にあえぐ京阪からの資本金の払い込みが止められてしまい、予定の10分の1しか集められなかったため、1936年6月には計画をバス自動車道の整備に変更し、奈良急行自動車と改称して同年7月24日に鉄道免許を失効させた。しかし、これも施工の申請こそ行ったが、予定地の買収に着手しておらず、具体化には至らなかった。その後、奈良急行自動車の株式は京阪から近鉄に譲渡されたが、近鉄はこれを握り潰す形ですべては立ち消えとなった。

## 計画ルート
- 森町（森ノ宮） - 中浜 - 稲田 - 新庄 - 加納 - 御供田 - 野崎 - 四条畷 - 南野 - 逢阪 - 下田原 - 川原 - 鹿ノ畑 - 押熊 - 佐紀 - 奈良（下三条通）
- 逢阪 - 瀧間 - 宝山寺